# Friedrich Ernst Wolfrom

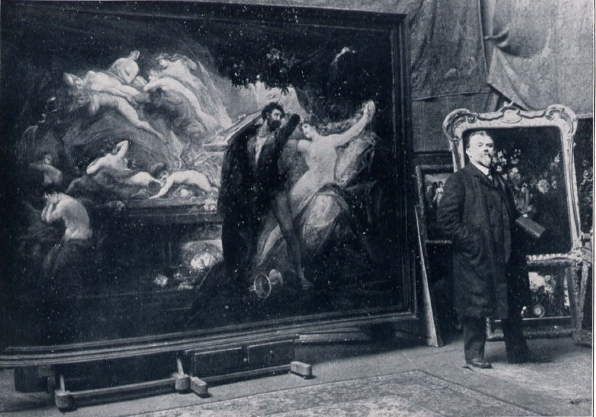
Friedrich Ernst Wolfrom in seinem Atelier, 1908. Foto von Ed. Frankl.

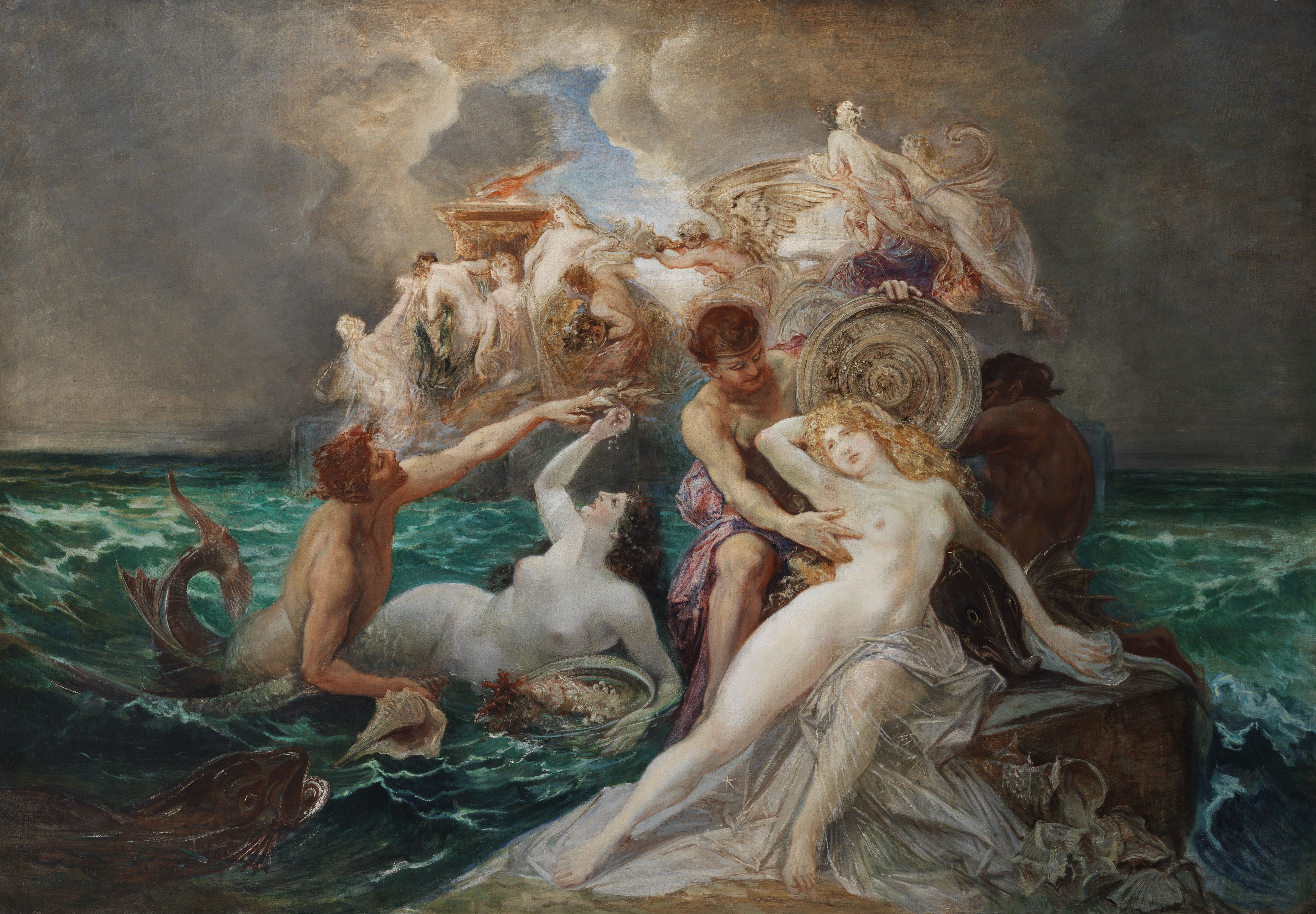
F. E. Wolfrom: Poseidon und die Nereiden

Friedrich Ernst Wolfrom (* 9. April 1857 in Magdeburg; † 11. Juli 1923 in Berlin) war ein deutscher Historienmaler und Radierer.

## Leben und Wirken
Seine akademischen Studien begann er 1875 an der Akademie der bildenden Künste in München, wo er auch Franz von Lenbach kennenlernte und setzte sie dann an der Dresdener Kunstakademie (bei Julius Hübner) fort. 1881/1882 folgte er Hans Makart nach Wien, übersiedelte aber nach dessen Tod über München und Dresden nach Berlin, wo er sich 1892 dauerhaft niederließ. Sein künstlerisches Schaffen war außerordentlich produktiv und bewegte sich auf einer breiten Palette: Er malte mythologische und allegorische Szenen, heroische Landschaften, Bildnisse, Charakterköpfe und Akte, Szenen aus dem Berliner Gesellschaftsleben sowie biblische Themen. 1900 wurde er mit der Ausmalung des Bundesrats-Saales im Berliner Reichstagsgebäude beauftragt.
Seine letzte Ruhestätte fand er auf dem Südwestkirchhof Stahnsdorf.

## Werke (Auswahl)
- Weibliche Allegorie der Musik (1881)
- Figurenreiche Szenerie in einem Harem (1883)
- Halbporträt einer dunkelhaarigen jungen Dame (1885)
- Interieur mit zwei jungen Damen am Fenster (1892)
- Elégante a l'éventail [liegender weiblicher Akt auf Couch] (1892)
- Demon (Lithograph/1895)
- Bachanten (1896)
- Mythologische Szenerie mit Kentauer und Nymphen (1898)
- Baumbestandene Sommerlandschaft (1900)
- Venus (1901)
- Steinernes Epitaph mit Blumenvase (1903)
- Rosenstrauß in Vase (1910)
- Dame mit Trinkschale (1910)
- Frauenakt in einer Landschaft (1910)
- Nacktbader (1912)
- Blumenstillleben, im Hintergrund Parklandschaft (1912)
- Quellnymphe (Akt/1913)
- Kauernder weiblicher Akt in Waldlichtung (1913)
- Die Überfahrt (1913)
- Jungfrauen im Park (1914)
- Paar in Seenlandschaft (1914)
- Blumenstillleben aus Päonien, Tulpen und Rosen in Vase (1918)

Ferner: Orgelkonzert, Siesta, Christusknabe, Gekreuzigter Christus, Madonna, Hochzeit der Thetis, Eva, Reigen, Die Erziehung des Herakles, Sturm, Der Hass, Löwenkampf, Elysium, Entführung der Helena, Das Märchen, Herakles am Scheidewege, Ixion, Traum der Thetis, Rosse des Achilles, Thannhäuser, Medusa, Salome, Frühlingstraum, Maientage, Lautenspielerin, Auf dem Heimweg, Prozessionszug, Fasanengehege, Kopf einer Löwin (Skulptur).